# Nyerges-patak (Börzsöny)
A Nyerges-patak a Börzsönyben ered, Pest vármegyében, mintegy 370 méteres tengerszint feletti magasságban. A patak forrásától kezdve nyugati irányban halad, majd eléri az Ipolyt.

## Part menti település
- Ipolytölgyes